# Gymnocalycium schroederianum
Gymnocalycium schroederianum là một loài thực vật có hoa trong họ Cactaceae. Loài này được Osten mô tả khoa học đầu tiên năm 1941.